# Spławie (Karkowo)
Spławie – przysiółek wsi Karkowo w Polsce położony w województwie zachodniopomorskim, w powiecie stargardzkim, w gminie Chociwel, położony 1,5 km na północny zachód od Chociwla (siedziby gminy) i 24 km na północny wschód od Stargardu (siedziby powiatu).